# La Salle (Saône-et-Loire)
La Salle település Franciaországban, Saône-et-Loire megyében. Lakosainak száma 508 fő (2022. január 1.). La Salle Boz, Charbonnières, Clessé, Saint-Albain és Senozan községekkel határos.

## Népesség
A település népességének változása:
| Lakosok száma | 562  | 552  | 566  | 545  | 535  | 526  | 516  | 513  | 508  |
|               | 2013 | 2015 | 2016 | 2017 | 2018 | 2019 | 2020 | 2021 | 2022 |